# El Coquillo, Cuautepec
El Coquillo är en ort i Mexiko.   Den ligger i kommunen Cuautepec och delstaten Guerrero, i den södra delen av landet, 300 km söder om huvudstaden Mexico City. El Coquillo ligger 172 meter över havet och antalet invånare är 550.
Terrängen runt El Coquillo är kuperad åt nordväst, men åt sydost är den platt. Runt El Coquillo är det ganska tätbefolkat, med 52 invånare per kvadratkilometer. Närmaste större samhälle är Cuautepec, 8,0 km väster om El Coquillo. I omgivningarna runt El Coquillo växer i huvudsak lövfällande lövskog.